# Giralda Seyferth
Giralda Seyferth (Brusque, 1 de abril de 1943 — Rio de Janeiro, 6 de abril de 2017) foi uma pesquisadora, professora, historiadora e antropóloga brasileira.

## Vida
Filha de Erwyn Seyferth e Íris Gevaerd, graduou-se em História pela Universidade Federal de Santa Catarina em 1965, realizou o mestrado em Antropologia Social na Universidade Federal do Rio de Janeiro em 1973, com a dissertação A Colonização Alemã no Vale do Itajai-Mirim, e o doutorado em Ciências Humanas na Universidade de São Paulo em 1976, com a tese Nacionalismo e Identidade Étnica. Coordenou os Grupos de Trabalho sobre Migrações Internacionais da Associação Nacional de Pós-Graduação e Pesquisa em Ciências Sociais, da Reunião Brasileira de Antropologia e da Reunião de Antropologia do Mercosul. Foi co-fundadora do Núcleo Interdisciplinar de Estudos Migratórios. Foi membro de comitês editoriais de revistas, do Conselho Científico da Associação Brasileira de Antropologia e das suas comissões de Relações Étnico-Raciais e de Migrações e Deslocamentos. Foi professora na UFRJ, onde coordenou cursos de pós-graduação, orientou muitas teses e dissertações, foi chefe de departamento e integrante de inúmeras comissões de alto nível.

## Realizações
Sua obra abriu novas perspectivas de estudo em vários campos, é respeitada internacionalmente e é uma referência obrigatória em particular nos temas do racismo, etnicidade, preconceito, campesinato e imigração. A pesquisadora foi homenageada pela Associação Brasileira de Antropologia com um Festschrift intitulado Giralda Seyferth: muito além da imigração, organizado por Mirian de Oliveira Santos e Patrícia Reinheimer. Na apresentação, o professor Antonio de Souza Lima disse que o volume era uma justa homenagem a uma "pesquisadora exemplar" que havia construído "uma trajetória intelectual de primeira grandeza", tendo deixado...
"[...] contribuições singulares para os estudos de diversos temas caros não apenas à pesquisa antropológica e histórica no Brasil, mas também à Sociologia e ao campo interdisciplinar de estudos de pensamento social no Brasil. Giralda partiu e deixou-nos uma obra incontornável. [...] À pesquisadora sistemática, generosa, rigorosa, discreta e inovadora, se somava uma docente exemplar, em especial pela densidade de suas sínteses expositivas, [...] marcadas pela enorme erudição e sóbria forma de expressão". 
Seu nome batiza um prêmio instituído pela UFRJ que destaca pesquisas antropológicas desenvolvidas em universidades brasileiras. No obituário publicado na revista Carta Capital, Joana Bahia e um grupo de ex-alunos disseram: 
"Suas pesquisas etnográficas, realizadas no Vale do Itajaí-Mirim em Santa Catarina, ofereceram instrumentos para compreender os processos de constituição, as formas de organização e as estratégias de reprodução desta sociedade de imigrantes-camponeses. [...] Contrariando nacionalismos na Europa e no Brasil, seus dados de pesquisa mostraram não apenas o pluralismo étnico produzido pela imigração no século XIX, mas o modo pelo qual a migração oferece meios para a compreensão de múltiplos processos históricos, culturais e políticos neste país. E isto gerou incômodos e impactos nos dois lados do Atlântico, obrigando revisões de formas tradicionais de pensar os migrantes e seu processo de socialização. Tendo dedicado boa parte de seus estudos à ideia de que as diferenças humanas eram criadas historicamente por meio da cultura e da política, seus estudos se desdobraram em um conjunto grande de temas que vão da formação do Estado Nacional, até questões sobre etnicidade, minorias, relações de poder, preconceito e racismo. A riqueza de suas abordagens inspirou seus orientandos a levar também para outras temáticas suas reflexões. [...] Seus trabalhos ganharam reconhecimento internacional". 

## Escritos
Livros e coletâneas
- Nacionalismo e Identidade Étnica. Florianópolis: FCC, 1982.
- Imigração e Cultura no Brasil. Brasília: Ed. UnB, 1990.
- A Colonização Alemã no Vale do Itajaí. Porto Alegre: Ed. Movimento, 2ª. ed. 1999.
- Mundos em Movimento: ensaios sobre migrações (coorganizado por H. Póvoa Neto, M. C. C. Zanini e M. Santos). Santa Mauá: Editora da UFSM, 2007.
- Estudos sobre a Imigração Alemã no Brasil. Editora Contracapa, 2016. ISBN 978-85-7740-198-7
- Pensamento Social Brasileiro: notas de aula. Organização: Joana Bahia, Renata Menasche e Maria Catarina Chitolina Zanini. Porto Alegre: Letra&Vida, 2015. ISBN 978-85-8448-019-7